# Silvia Nieber
Silvia Nieber (* 7. Juni 1960 in Bremen) ist eine deutsche Politikerin (SPD). Sie war Geschäftsführerin der Metropolregion Hannover-Braunschweig-Göttingen-Wolfsburg GmbH.
Nieber war von 2011 bis 2019 die erste Frau im Bürgermeisteramt der Hansestadt Stade. Von 2000 bis 2011 war sie Bürgermeisterin der Stadt Bad Münder am Deister.
Sie gehörte der 14. Bundesversammlung an, die am 30. Juni 2010 Christian Wulff zum Bundespräsidenten wählte.
Nieber gewann 2011 die Wahl zur Bürgermeisterin gegen die CDU-Kandidatin Kirstina Kilian-Klinge. 2019 verlor sie die Wahl gegen Sönke Hartlef. Sie ist verheiratet, hat einen Sohn und ist Diplom-Betriebswirtin.